# Bouteille isotherme
Pour les articles homonymes, voir Bouteille (homonymie).

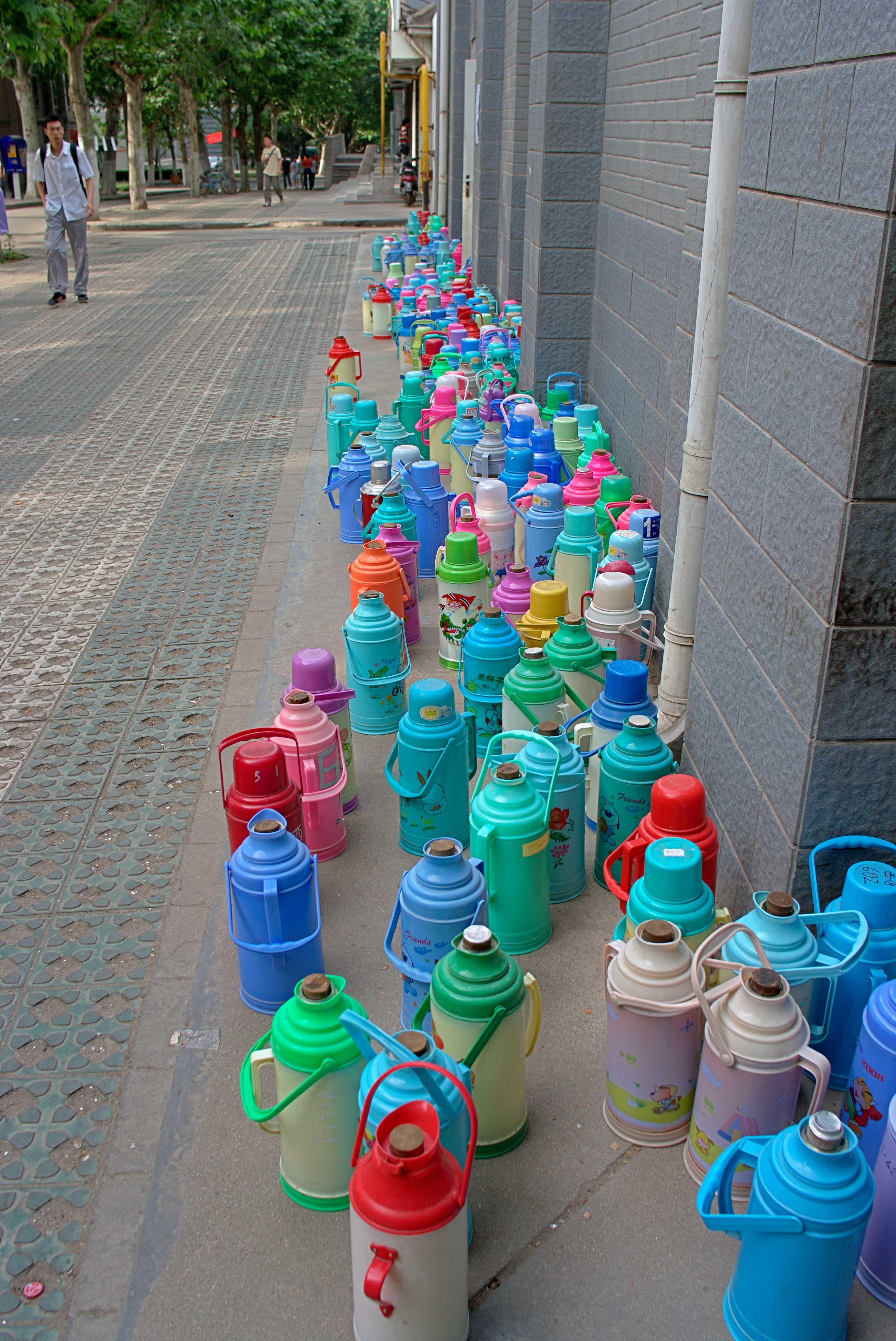
« Défilé » de bouteilles thermos utilisées par des étudiants chinois pour obtenir de l'eau chaude.

Une bouteille isotherme, ou par antonomase une bouteille thermos ou une thermos (d'après la marque Thermos), est une bouteille permettant de conserver un liquide à une température proche de sa température initiale. Elle est considérée en thermodynamique comme une approximation d'un système isolé.

## Histoire
Appelée vase de Dewar ou vase d'Arsonval du nom de ses inventeurs qui ont amélioré la bouteille de verre à double paroi avec vide intérieur, le premier usage commercial de cet objet ménager a lieu en 1904 quand la compagnie allemande Thermos est fondée. Dewar ayant omis d'enregistrer un brevet pour son invention, Thermos dépose un brevet. James Dewar perd le procès réclamant ses droits d'inventeur.

## Fonctionnement
Pour être efficace, une bouteille isotherme doit prendre en compte la dispersion de la température :
- par conduction thermique : suivant le principe du vase de Dewar, la bouteille est emprisonnée dans une autre bouteille, avec un minimum de contacts ;
- par convection : les deux bouteilles encastrées sont séparées par du vide ;
- par rayonnement électromagnétique : la paroi de la bouteille intérieure est réfléchissante.

## Marché
Aux États-Unis, Hydro Flask, Klean Kanteen et Yeti comptent parmi les marques les plus populaires de bouteilles isothermes. En France, la marque Qwetch a été créée en 2010. S'en sont suivies plusieurs autres marques comme Hornweiss, Gaspajoe, Skold ou Balzéo.